# BV De Graafschap

Logo in den 80er Jahren

Betaald Voetbal De Graafschap (Aussprache: [bə.ˈtaːlt ˈvut.bɑl də ˈɣraːf.ˌsχɑp]) ist ein niederländischer Fußballverein aus Doetinchem.
Der Name De Graafschap bezieht sich auf das Achterhoek bzw. die ehemalige Grafschaft Zutphen.

## Geschichte
Der Verein entstand am 1. Februar 1954 aus der Fusion der Vereine BVC und de Graafschap Doetinchem. In der Saison 1972/73 gelang erstmals der Aufstieg in die Eredivisie, die höchste niederländische Spielklasse, in der man anschließend vier Spielzeiten verblieb. In den folgenden Jahren gelangen zunächst nur kurze Aufenthalte in der Eredivisie (1981/82 und 1991/92), bevor das Team zwischen 1995 und 2003 seine bislang erfolgreichste Phase erlebte: Acht Spielzeiten in Folge konnte man sich in der höchsten Klasse halten und erreichte in der Saison 1996/97 mit dem 8. Rang die bisher beste Platzierung. Seit dem Abstieg in der Saison 2002/03 gilt das Team allerdings als Fahrstuhlmannschaft: Mehr als zwei aufeinanderfolgende Spielzeiten in der Eredivisie gelangen nicht mehr. Am 30. März 2007 wurde das Team nach einem Sieg gegen den FC Emmen Sieger der Eerste Divisie und spielte in der Saison 2007/08 wieder in der Eredivisie. In der ersten Saison erreichte man jedoch nur den 16. Platz. Am Ende der Spielzeit 2008/09 unterlag man in drei Relegationsspielen dem RKC Waalwijk und stieg ab. 2010 erreichte der Klub durch den 1. Platz in der Eerste Divisie den direkten Wiederaufstieg in die Ehrendivision. Erreichte man 2010/11 noch den 14. Platz, so musste ein Jahr später nach dem 17. Platz in der Spielzeit 2011/12 und zwei Unentschieden gegen den FC Den Bosch in der Relegation aufgrund der Auswärtstorregel erneut der Gang in die Zweitklassigkeit angetreten werden.

## (Spitz)name
Der Spitzname „De Superboeren“ (Aussprache: [də ˈsy.pər.ˌbu.rə(n)]) „Die Superbauern“ entstand als Reaktion darauf, dass Fans der großstädtischen Vereine Ajax Amsterdam und Feyenoord Rotterdam die Spieler und Fans von De Graafschap mit beleidigend gemeinten Sprechchören „Boeren, boeren“ („Bauern, Bauern“) „begrüßten“.

## Kader 2024/25
Stand: 16. Januar 2025
| Nr. |             | Position | Name              |
| --- | ----------- | -------- | ----------------- |
| 1   | Niederlande | TW       | Ties Wieggers     |
| 3   | Niederlande | AB       | Rowan Besselink   |
| 4   | Niederlande | AB       | Maas Willemsen    |
| 5   | Niederlande | AB       | Levi Schoppema    |
| 6   | Niederlande | MF       | Lion Kaak         |
| 7   | Niederlande | ST       | Tristan van Gilst |
| 8   | Niederlande | MF       | Donny Warmerdam   |
| 10  | Marokko     | ST       | Mimoun Mahi       |
| 11  | Kanada      | MF       | Simon Colyn       |
| 12  | Niederlande | TW       | Sten Kremers      |
| 14  | Niederlande | AB       | Joran Hardeman    |
| 15  | Niederlande | ST       | Jesse van de Haar |
| 16  | Niederlande | TW       | Joshua Smits      |

| Nr. |             | Position | Name                |
| --- | ----------- | -------- | ------------------- |
| 20  | Niederlande | AB       | Rio Hillen          |
| 21  | Niederlande | AB       | Kaya Symons         |
| 22  | Kap Verde   | AB       | Jeffry Fortes       |
| 23  | Niederlande | MF       | Philip Brittijn     |
| 26  | Niederlande | ST       | Ralf Seuntjens      |
| 27  | Niederlande | MF       | Anass Najah         |
| 28  | Niederlande | ST       | Arjen van der Heide |
| 30  | Marokko     | ST       | Ibrahim El Kadiri   |
| 34  | Niederlande | MF       | Anis Yadir          |
| 37  | Portugal    | ST       | Wanya Marçal        |
| 42  | Niederlande | MF       | Stan Wevers         |
| 47  | Niederlande | MF       | Youssef El Jebli    |
|     | Finnland    | AB       | Seth Saarinen       |

## Ehemalige Spieler (Auswahl)
- Ernie Brandts, ehemaliger niederländischer Fußballnationalspieler, war im Kader der Fußball-Weltmeisterschaft 1978
- John van den Brom, ehemaliger niederländischer Fußballspieler und Trainer, aktuell beim KRC Genk
- Jason Culina, ehemaliger australisch-kroatischer Fußballnationalspieler
- Hans van de Haar, ehemaliger niederländischer Fußballspieler
- Guus Hiddink, ehemaliger niederländischer Trainer der Fußballnationalmannschaft von: Niederlande, Türkei, Russland, Südkorea und Australien. Ehemaliger Trainer des PSV Eindhoven, des FC Chelsea und von Real Madrid.
- Klaas-Jan Huntelaar, niederländischer Fußballnationalspieler. Wurde mit der U21-Auswahl der Niederlande Junioren-Europameister
- Luuk de Jong, niederländischer Fußballspieler, aktuell beim FC Sevilla
- Jurrie Koolhof, ehemaliger niederländischer Fußballnationalspieler und ehemalige Trainer von De Graafschap
- Olaf Lindenbergh, ehemaliger niederländischer Fußballspieler
- Martijn Meerdink, ehemaliger niederländischer Fußballspieler
- Patrick Paauwe, ehemaliger niederländischer Fußballspieler, UEFA-Pokal-Sieger 2002
- Piotr Parzyszek, polnischer Fußballspieler
- Tomasz Rząsa, ehemaliger polnischer Fußballnationalspieler
- Dick Schoenaker, ehemaliger niederländischer Fußballspieler, Vize-Weltmeister 1978
- Lasse Schöne, dänischer Fußballspieler
- Sonny Silooy, ehemaliger niederländischer Fußballnationalspieler
- Raymond Victoria, ehemaliger Fußballnationalspieler der Niederländischen Antillen
- Eric Viscaal, ehemaliger niederländischer Fußballnationalspieler
- Peter van Vossen, ehemaliger niederländischer Fußballnationalspieler

## Trainer
- 1954–1954: Leendert IJssennagger
- 1954–1955: Julius Huber
- 1955–1959: Jan Poulus
- 1959–1960: Wim Engel
- 1960–1962: Eric Norman Jones
- 1962–1967: Evert Teunissen
- 1967–1970: Ad Zonderland
- 1971: Bert van Lingen (interim)
- 1971–1974: Piet de Visser
- 1974–1976: Evert Teunissen
- 1976–1977: Ben Polak (interim)
- 1977–1977: Hans Dorjee
- 1977–1978: Henk Ellens
- 1978–1980: Pim van de Meent
- 1980–1983: Huib Ruijgrok
- 1983–1985: Sándor Popovics
- 1985–1987: Henk van Brussel
- 1987–1989: Pim Verbeek
- 1989–1993: Simon Kistemaker
- 1993–1994: Jan Versleijen
- 1994–1995: Frans Körver
- 1995–1998: Fritz Korbach
- 1999–08/1999: Frans Thijssen
- 08/1999–11/1999: Massimo Morales
- 12/1999–2000: Rob McDonald
- 2000: Jurrie Koolhof (interim)
- 2000–2001: Gerard Marsman
- 2001–2002: Jurrie Koolhof
- 2002–2003: Peter Bosz
- 2003–2004: Frans Adelaar
- 2004–2005: Gert Kruys
- 2005–2008: Jan de Jonge
- 2008–2009: Henk van Stee
- 2009–2011: Darije Kalezić
- 2011–2012: Andries Ulderink
- 2012–2012: Richard Roelofsen (interim)
- 2012–2013: Pieter Huistra
- 2014–2014: Jimmy Calderwood
- 2014–2016: Jan Vreman
- 2016–2016: Jan Oosterhuis
- 2017–2019: Henk de Jong
- 2019–2021: Mike Snoei
- 2021–2022: Reinier Robbemond
- 2022–2022: Jan Vreman
- 2022–2023: Adrie Poldervaart
- 2023–2023: Richard Roelofsen
- 2023–0000: Jan Vreman